# Esparsetten
Die Esparsetten (Onobrychis) sind eine Pflanzengattung in der Unterfamilie der Schmetterlingsblütler (Faboideae) innerhalb der Familie der Hülsenfrüchtler (Fabaceae). Die etwa 130 Arten sind in Europa, Nordafrika, Zentralasien und Kleinasien verbreitet. Manche Arten werden als Futterpflanzen für Nutztiere verwendet.
Das Wort Esparsetten kommt von Esparcette (französisches Wort, das sich von provenzalisch esparceto ableitet, weitere Herkunft unsicher). Esparcet(te) bedeutet Süßklee. Esparsetten werden auch gesundes Heu (wie auf Französisch sainfoin) genannt.

## Beschreibung

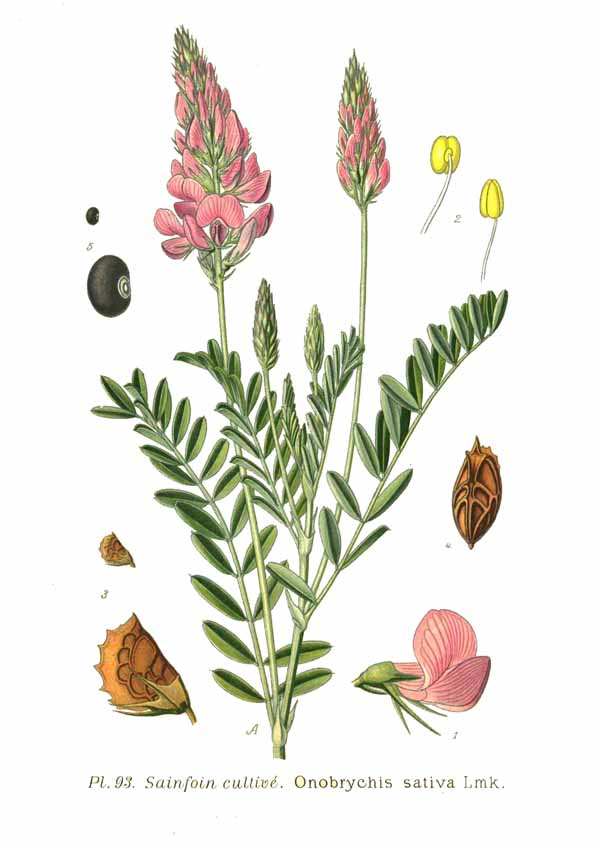
Illustration der Saat-Esparsette (Onobrychis viciifolia)

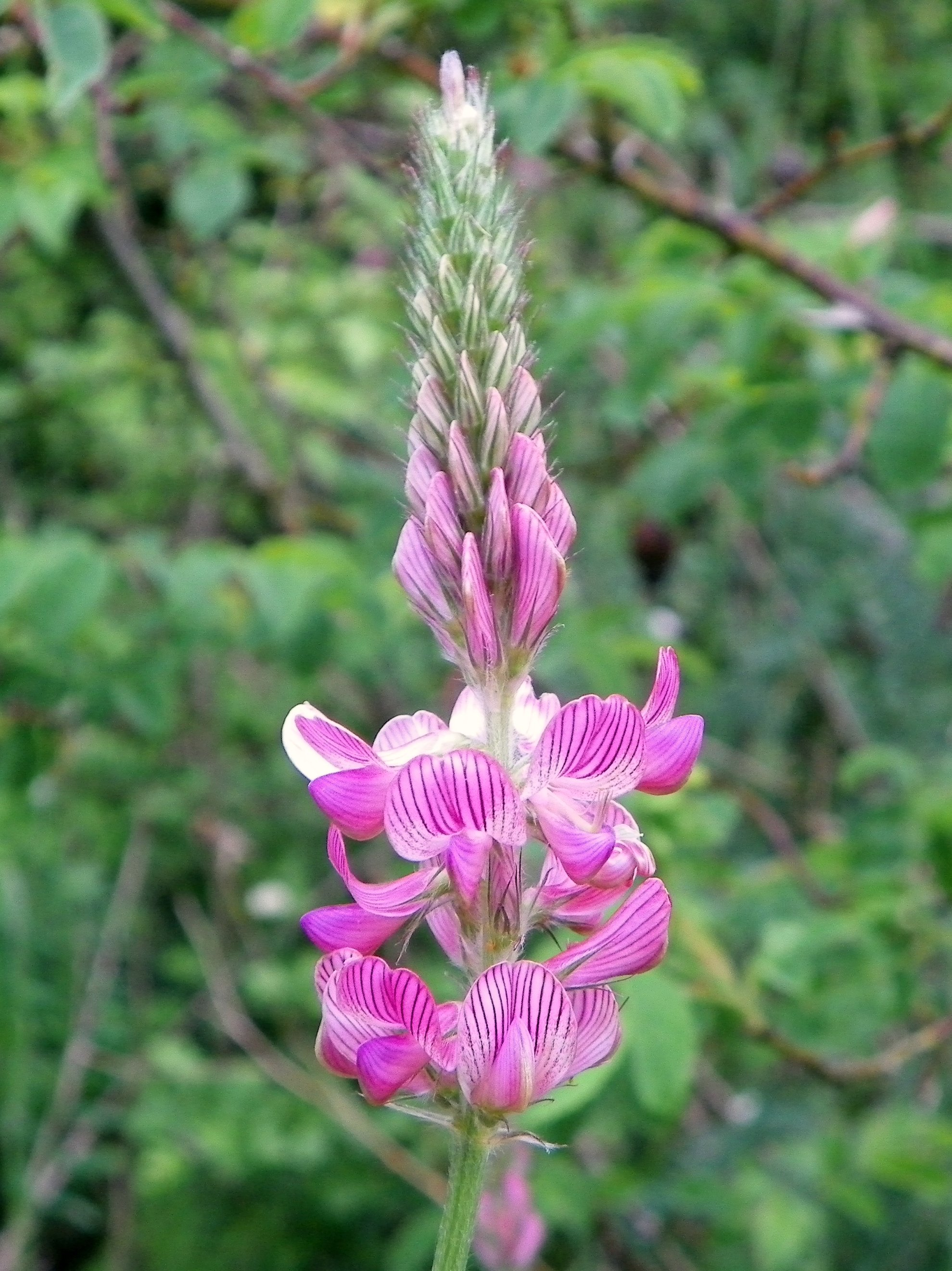
Blütenstand der Saat-Esparsette (Onobrychis viciifolia) mit Blüten im Detail, gut zu erkennen sind die dunkleren Nerven in den rosafarbenen Kronblättern.

### Erscheinungsbild und Blätter
Onobrychis-Arten wachsen als selten einjährige, oder meist ausdauernde krautige Pflanzen, selten Halbsträucher.
Die wechselständig angeordneten Laubblätter sind in Blattstiel und Blattspreite gegliedert. Die Blattspreite ist unpaarig gefiedert. Die Fiederblättchen stehen sich an der Rhachis gegenständig gegenüber. Die Ränder der Fiederblätter sind glatt. Die Basis der beiden trockenhäutigen Nebenblätter ist meist untereinander und mit dem Blattstiel verwachsen; Nebenblätter der Fiederblättchen sind keine vorhanden.

### Blütenstände und Blüten
Die seitenständig auf einem langen Blütenstandsschaft stehenden, traubigen Blütenstände enthalten viele Blüten. Die Trag- und Deckblätter sind klein.
Die zwittrigen Blüten sind zygomorph und fünfzählig mit doppelter Blütenhülle (Perianth). Die fünf Kelchblätter sind glockenförmig verwachsen. Die fünf Kronblätter stehen mit dem typischen Aufbau der Schmetterlingsblütler zusammen. Die Fahnen sind schmal bis kurz genagelt. Die Farben der Kronblätter reichen von purpurfarben bis rosa-purpurfarben und hellgelb, oft mit dunkleren Nerven. Die Flügel sind manchmal stark reduziert. Das Schiffchen besitzt eine mehr oder weniger gestutzte Vorderkante. Die Staubfäden der neun oder aller zehn Staubblätter sind untereinander verwachsen. Die Staubbeutel sind alle gleich. Das sitzende, einzige oberständige Fruchtblatt enthält eine oder zwei Samenanlagen. Der dünne Griffel endet in einer kopfigen Narbe.

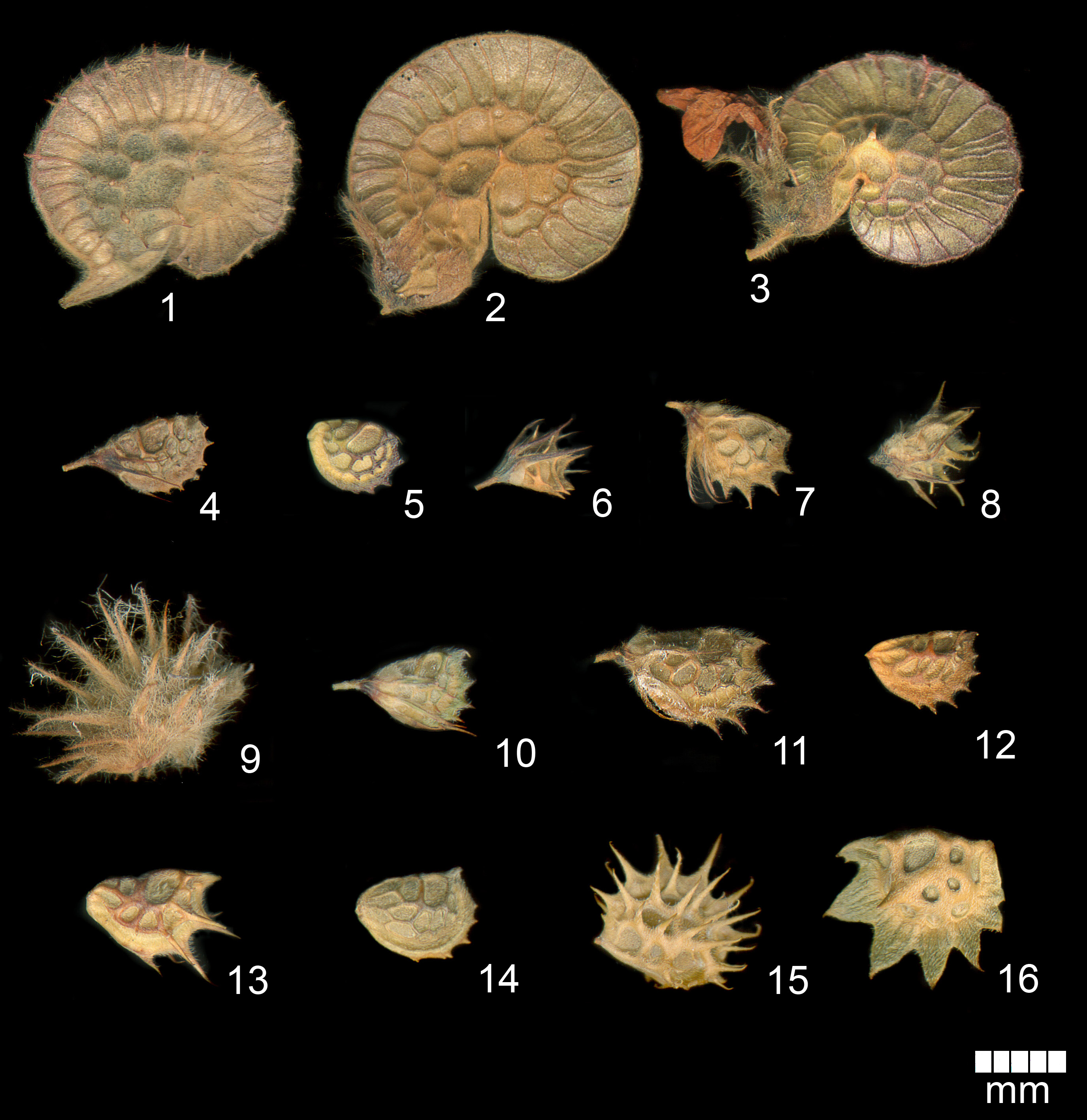
Hülsenfrüchte von Onobrychis-Arten:
(1) Onobrychis hypargyrea,
(2) Onobrychis pallasii,
(3) Onobrychis radiata,
(4) Onobrychis petraea,
(5) Onobrychis supina,
(6) Onobrychis gracilis,
(7) Onobrychis stenorhiza,
(8) Onobrychis alba subsp. calcarea,
(9) Onobrychis humilis subsp. humilis,
(10) Onobrychis conferta subsp. hispanica,
(11) Onobrychis montana
(12) Onobrychis arenaria subsp. tommasinii,
(13) Onobrychis oxyodonta,
(14) Onobrychis inermis,
(15) Onobrychis caput-galli,
(16) Onobrychis aequidentata

### Früchte und Samen
Die abgeflachten, fast kugeligen Hülsenfrüchte bestehen meist nur aus einer Fruchtkammer. Die Früchte bleiben auch bei Vollreife geschlossen und enthalten ein oder zwei Samen. Die kahle oder behaarte Oberfläche der Früchte besitzt deutliche erhabene Nerven und ist meist bestachelt. Die mehr oder weniger nierenförmigen Samen besitzen ein kleines Hilum.

## Systematik

### Taxonomie
Die Gattung Onobrychis wurde 1754 durch Philip Miller in The Gardeners Dictionary ... Abridged ...., 4. Auflage, Volume 2 aufgestellt. Synonyme für Onobrychis Mill. sind Dendrobrychis Galushko und Xanthobrychis Galushko.

### Äußere Systematik
Die Gattung Onobrychis gehört zur Tribus Hedysareae in der Unterfamilie Faboideae innerhalb der Familie Fabaceae.

### Innere Systematik
Die Gattung Onobrychis wird in zwei Untergattungen gegliedert:
- Untergattung Onobrychis subg. Onobrychis: Sie wird in zwei Sektionen gegliedert:[2]
  - Sektion Onobrychis sect. Onobrychis (Syn.: Onobrychis sect. Dendrobrychis DC., Onobrychis sect. Lophobrychis Hand.-Mazz.)[2]

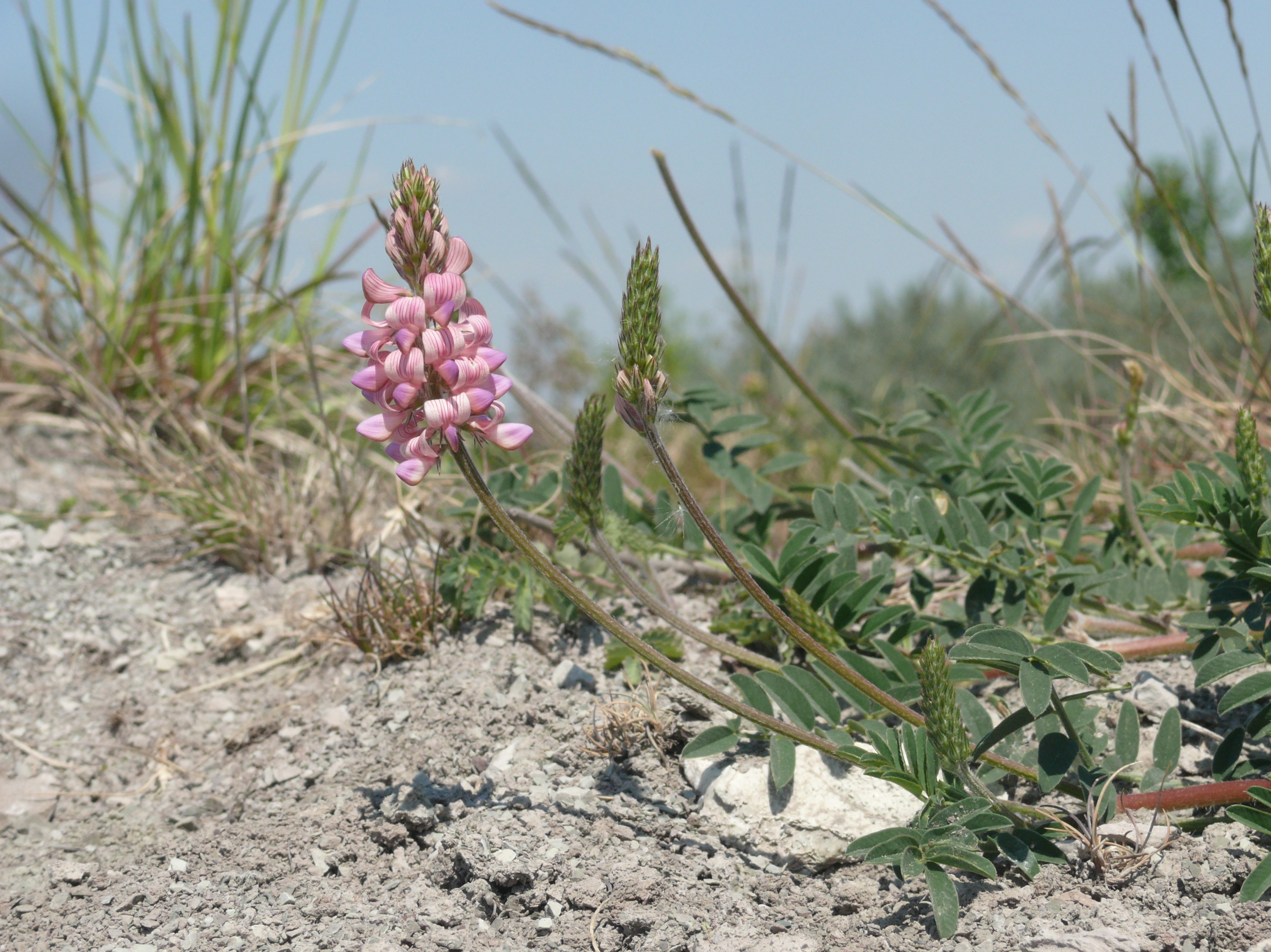
Habitus, Laubblätter und Blütenstände der Sand-Esparsette (Onobrychis arenaria)

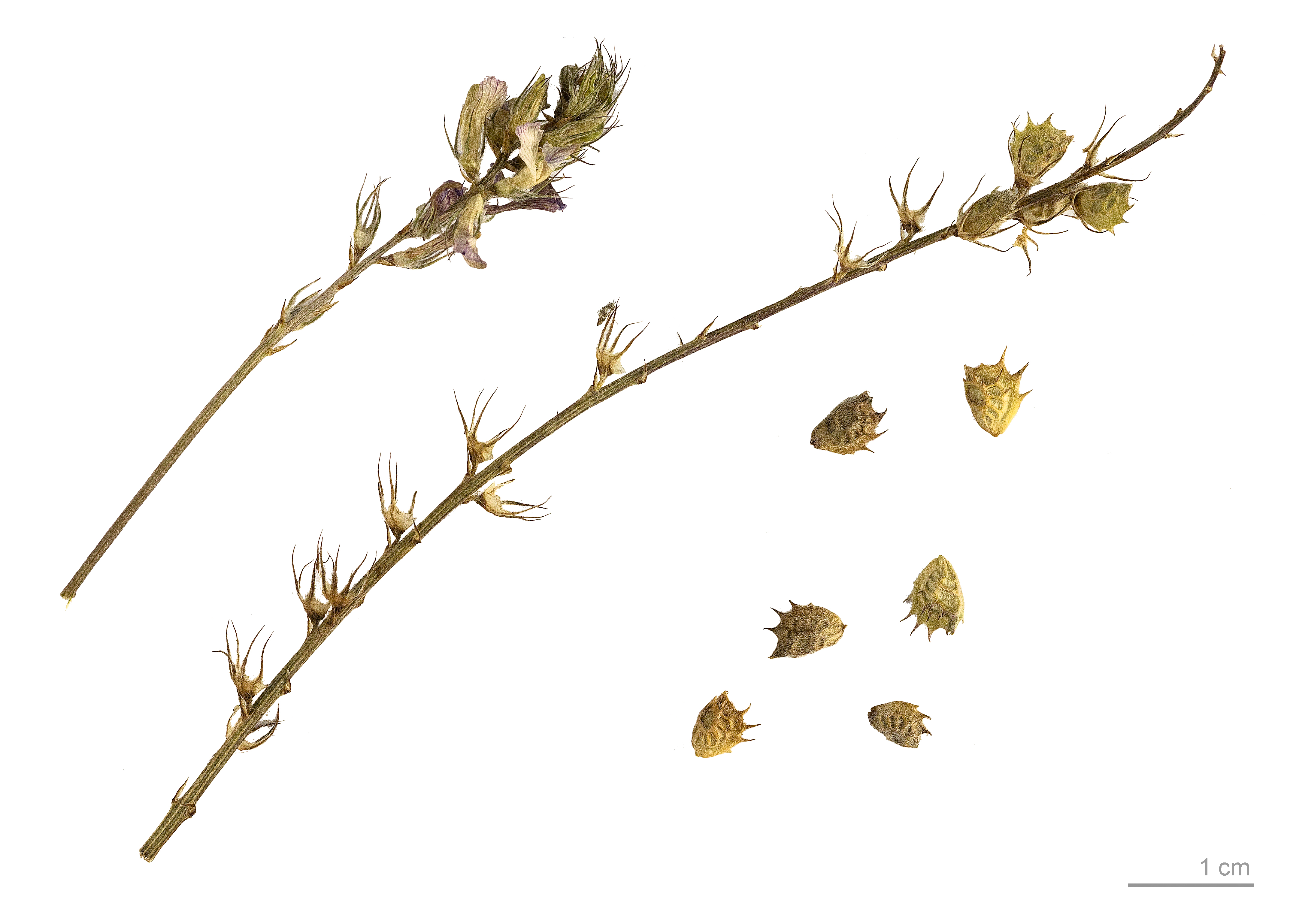
Fruchtstand und Diasporen von Onobrychis argentea

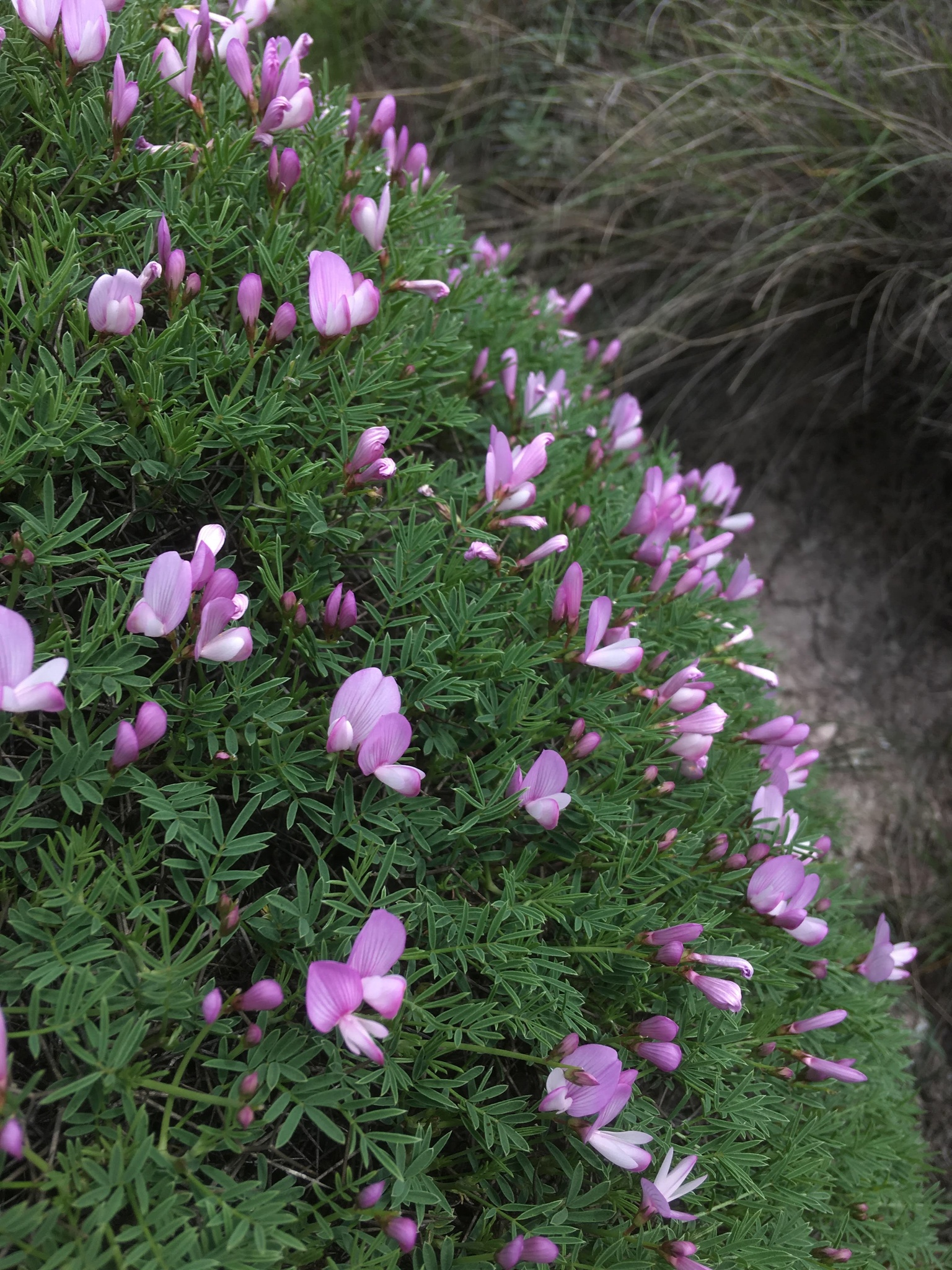
Onobrychis cornuta

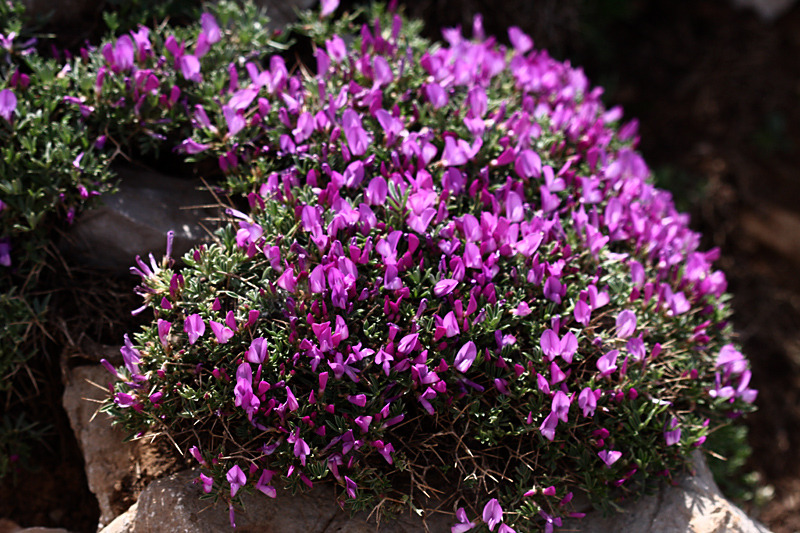
Habitus und Blüten von Onobrychis cornuta

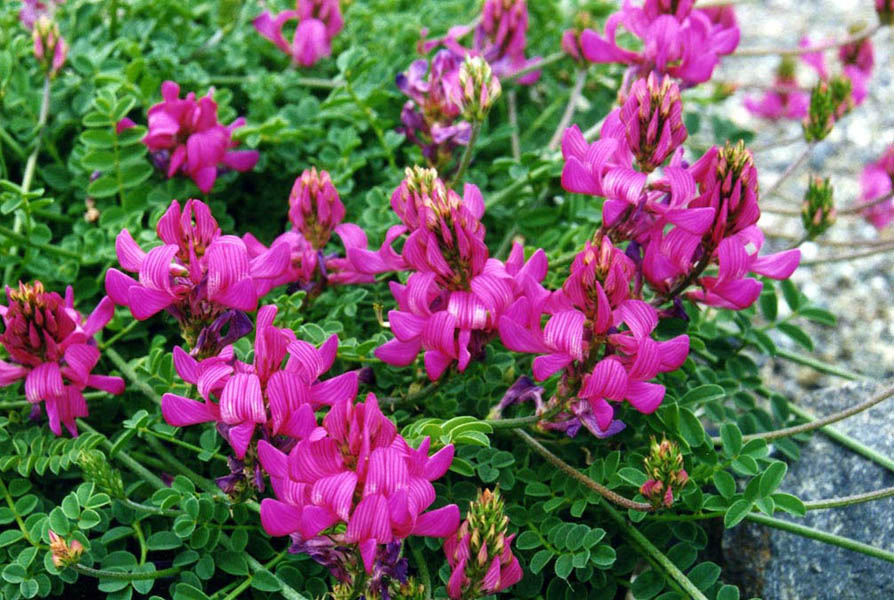
Habitus, Laubblätter und Blütenstände der Berg-Esparsette (Onobrychis montana)

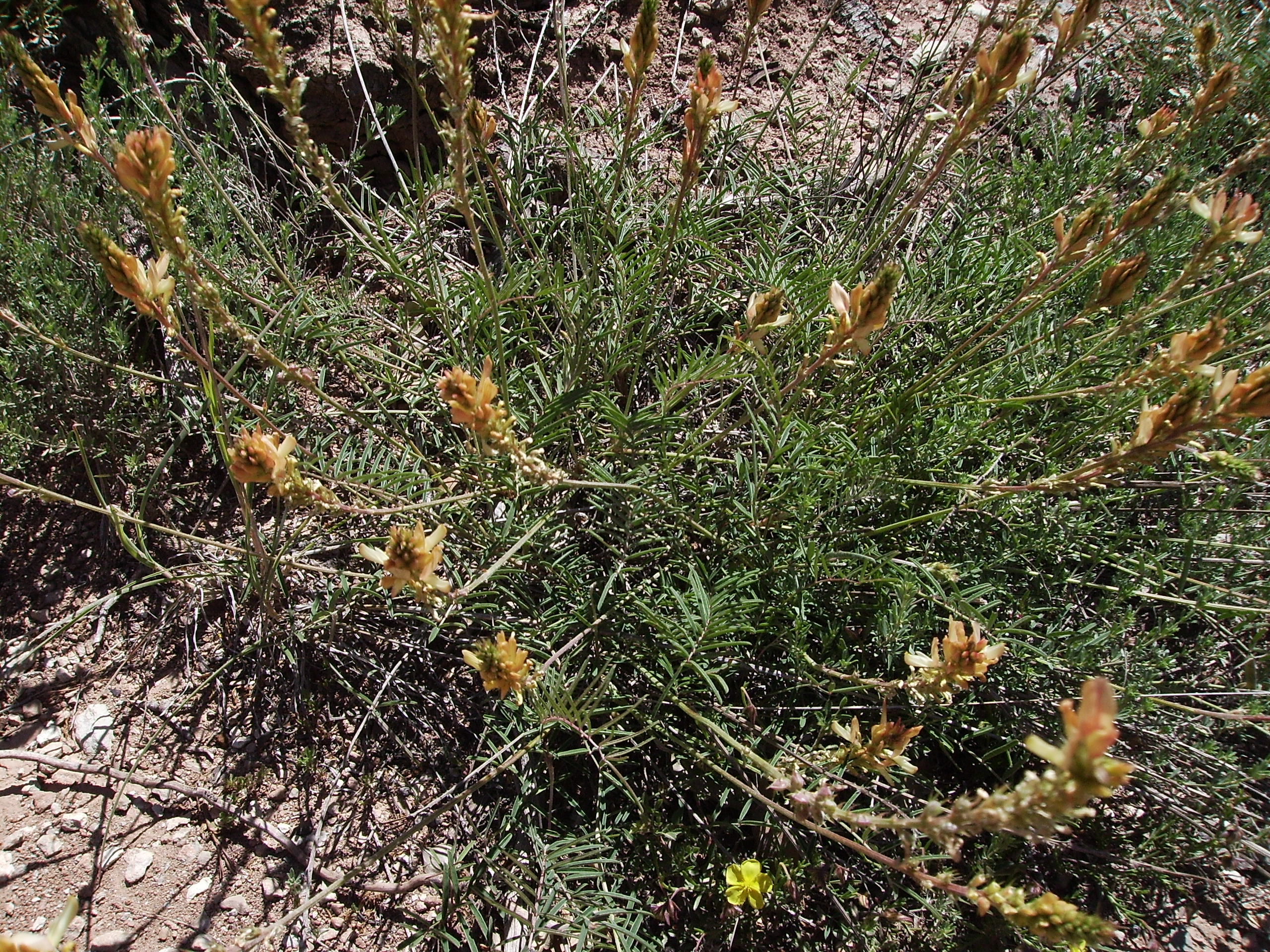
Habitus von Onobrychis saxatilis

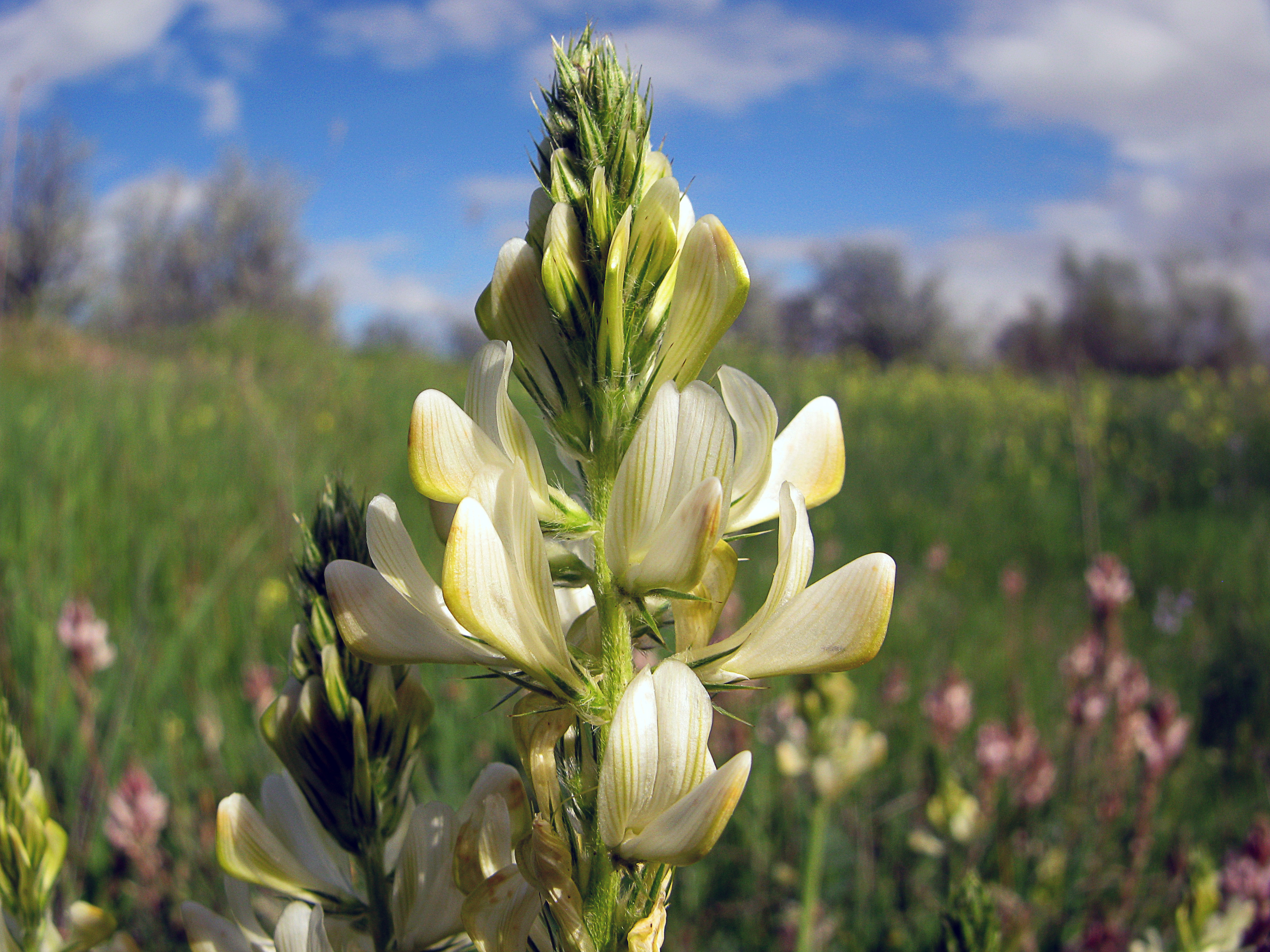
Blütenstand von Onobrychis saxatilis

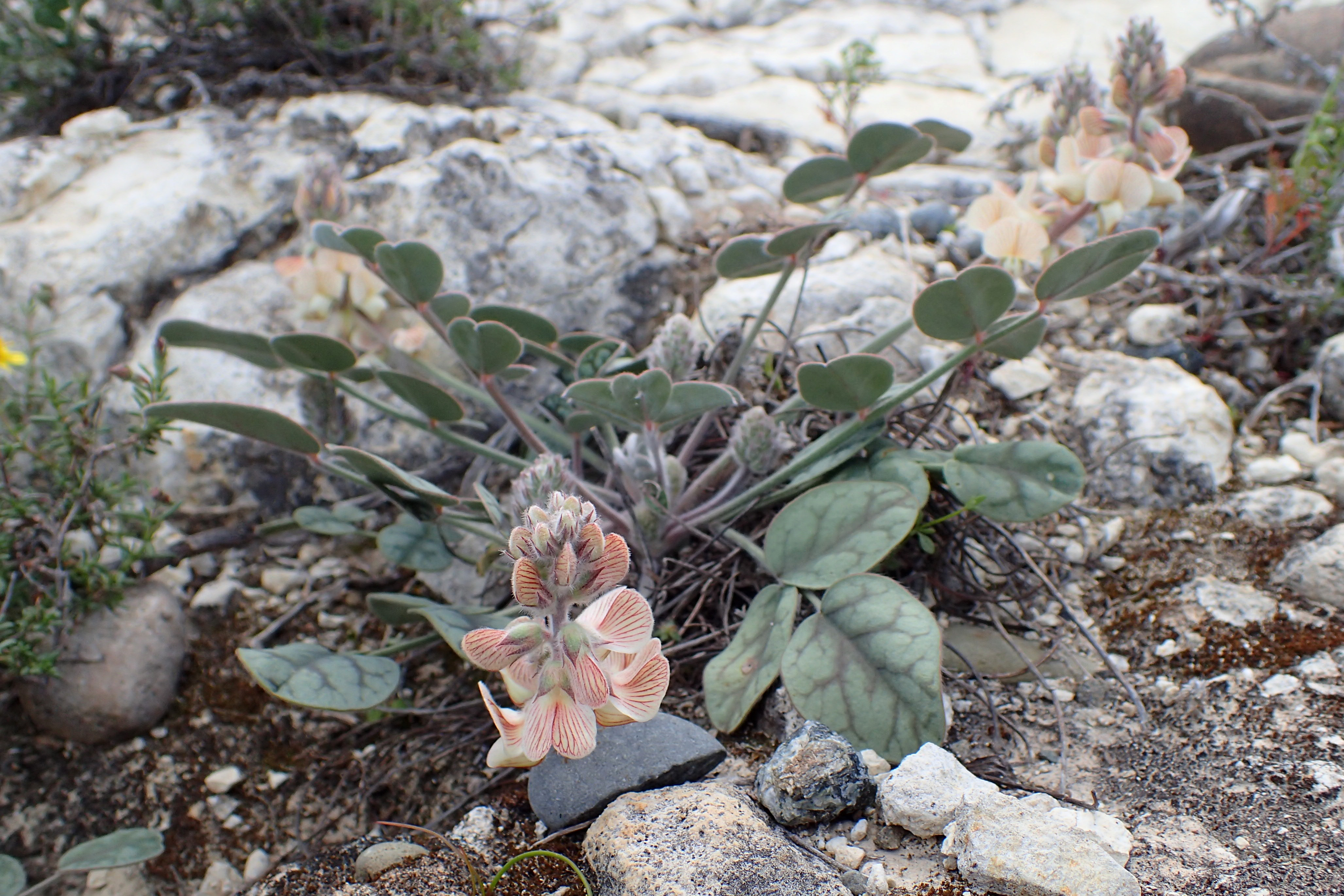
Onobrychis venosa in Zypern

  - Sektion Onobrychis sect. Hemicyclobrychis Širj.[2]
- Untergattung Onobrychis subg. Sisyrosema Bunge: Sie wird in sieben Sektionen gegliedert:[2]
  - Sektion Onobrychis sect. Afghanicae Širj.[2]
  - Sektion Onobrychis sect. Laxiflorae (Širj.) Rech. f.[2]
  - Sektion Onobrychis sect. Heliobrychis Bunge[2]
  - Sektion Onobrychis sect. Hymenobrychis DC. (Syn.: Onobrychis sect. Anthyllium Nábělek)[2]
  - Sektion Onobrychis sect. Insignes (Širj.) Rech. f.[2]
  - Sektion Onobrychis sect. Lipskyanae Širj.[2]
  - Sektion Onobrychis sect. Litvinovianae Vass.[2]

### Arten und ihre Verbreitung
Die Gattung Onobrychis enthält etwa 130 Arten:
- Onobrychis acaulis Bornm.: Sie kommt im Irak und im Iran vor.[5]
- Zacken-Esparsette (Onobrychis aequidentata (Sm.) d’Urv.): Sie kommt in Südeuropa und in Westasien vor.[6]
- Onobrychis afghanica Širj.  & Rech. f.: Sie kommt nur in Afghanistan vor.[5]
- Onobrychis alatavica Bajtenov: Sie kommt nur in Kasachstan vor.[5]
- Onobrychis alba (Waldst. & Kit.) Desv.: Sie kommt in Marokko, Algerien, Italien, im früheren Jugoslawien, Albanien, Bulgarien, Rumänien und Griechenland vor.[7]
- Onobrychis aliacmonia Rech. f.: Sie kommt nur in Griechenland vor.[7]
- Onobrychis altissima Grossh.: Sie kommt im Kaukasusraum, im nördlichen Iran und in der östliche Türkei vor.[6]
- Onobrychis alyassinicus Parsa: Sie kommt nur im Iran vor.[5]
- Onobrychis amoena Popov & Vved.: Sie kommt im nordöstlichen Iran, im nordöstlichen Afghanistan, in Kasachstan, Kirgisistan und Usbekistan vor.[6]
- Onobrychis andalanica Bornm.: Sie kommt nur im Iran vor.[5]
- Onobrychis angustifolia Chinth.: Sie kommt nur in Georgien vor.[7]
- Sand-Esparsette (Onobrychis arenaria (Kit.) DC.)
- Onobrychis argyrea Boiss.: Sie kommt nur in Georgien vor.[6]
- Onobrychis arnacantha Boiss.: Sie kommt im Iran und in Afghanistan vor.[5]
- Onobrychis atropatana Boiss.: Sie kommt in Armenien, Aserbaidschan und Georgien vor.[6]
- Onobrychis aucheri Boiss.: Sie kommt im Iran, in Afghanistan und Pakistan vor.[5]
- Onobrychis avajensis Ranjbar: Sie wurde 2010 aus dem Iran erstbeschrieben.[8]
- Onobrychis baldshuanica Širj.: Sie kommt nur in Tadschikistan vor.[5]
- Onobrychis bertiscea Širj. & Rech. f.: Sie kommt im früheren Jugoslawien vor.[7]
- Onobrychis bicornis Vassilcz.: Sie kommt im Iran vor.[5]
- Onobrychis biebersteinii Širj.: Sie kommt im Kaukasusraum vor.[6]
- Onobrychis bobrovii Grossh.: Sie kommt in Aserbaidschan und im asiatischen Russland vor.[5]
- Onobrychis buhseana Boiss.: Sie kommt in der Türkei, in Armenien und Aserbaidschan vor.[7]
- Onobrychis bungei Boiss.: Sie kommt im Iran, in Armenien und Aserbaidschan vor.[6]
- Onobrychis cadevallii Jahand., Maire & Pau: Sie kommt nur in Marokko vor.[7]
- Hahnenkamm-Esparsette (Onobrychis caput-galli (L.) Lam.): Sie kommt in Südeuropa, Nordafrika, Westasien und im Kaukasusraum vor.[6]
- Onobrychis chorassanica Boiss.: Sie kommt in Zentralasien, im nördlichen Afghanistan und im nordöstlichen Iran vor.[6]
- Onobrychis conferta (Desf.) Desv.: Sie kommt im Marokko, Algerien, Tunesien, Spanien und Frankreich vor.[6]
- Onobrychis cornuta (L.) Desv.: Sie kommt in Westasien, Zentralasien, im Kaukasusraum und in Pakistan vor.[6]
- Onobrychis crista-galli (L.) Lam.: Sie kommt ursprünglich in Nordafrika und in Westasien vor und ist in Frankreich eingebürgert.[6]
- Onobrychis cyri Grossh.: Sie kommt im Kaukasusraum vor.[6]
- Onobrychis daghestanica Grossh.: Sie kommt im asiatischen Russland vor.[5]
- Onobrychis darwasica Vassilcz.: Sie kommt in Tadschikistan vor.[5]
- Onobrychis dealbata Stocks: Sie kommt in Afghanistan und im nördlichen Pakistan vor.[6]
- Onobrychis degenii Dorfl.: Sie kommt im früheren Jugoslawien und in Bulgarien vor.[6]
- Onobrychis depauperata Boiss.: Sie kommt im Iran vor.[5]
- Onobrychis dielsii (Širj.) Vassilcz.: Sie kommt im asiatischen Russland vor.[5]
- Onobrychis ebenoides Boiss. & Spruner: Sie kommt in Griechenland vor.[7]
- Onobrychis echidna Lipsky: Sie kommt in Zentralasien und in Afghanistan vor.[5]
- Onobrychis elymaitiaca Boiss. & Hausskn.: Sie kommt im Iran vor.[5]
- Onobrychis eubrychidea Boiss.: Sie kommt in Afghanistan vor.[5]
- Onobrychis fallax Freyn & Sint.: Sie kommt in der Türkei, im Irak und Iran vor.[5]
- Onobrychis ferganica (Širj.) Grossh.: Sie kommt in Kirgisistan, Tadschikistan und Usbekistan vor.[5]
- Onobrychis freitagii Rech. f.: Sie kommt nur in Afghanistan vor.[5]
- Onobrychis galegifolia Boiss.: Sie kommt im nördlichen Irak, in der östlichen Türkei, im nördlichen Syrien und im westlichen Iran vor.[6]
- Onobrychis gaubae Bornm.: Sie kommt nur im Iran vor.[6]
- Onobrychis gontscharovii Vassilcz.: Sie kommt in Tadschikistan vor.[5]
- Onobrychis gracilis Besser: Sie kommt in Osteuropa, in Südosteuropa und in Westasien vor.[6]
- Onobrychis grandis Lipsky: Sie kommt in Zentralasien und Afghanistan vor.[6]
- Onobrychis grossheimii B.Fedtsch.: Sie kommt nur in Georgien vor.[7]
- Onobrychis gypsicola Rech. f.: Sie kommt im Iran vor.[5]
- Onobrychis hajastana Grossh.: Sie kommt in der nordöstlichen Türkei, in Armenien und Aserbaidschan vor.[6]
- Onobrychis hamata Vassilcz.: Sie kommt im asiatischen Russland vor.[5]
- Onobrychis haussknechtii Boiss.: Sie kommt in der Türkei, in Syrien, Irak und Iran vor.[5]
- Onobrychis heliocarpa Boiss.: Sie kommt in Aserbaidschan und im Iran vor.[5]
- Onobrychis heterophylla C.A.Mey.: Sie kommt in Aserbaidschan, Armenien und im Iran vor.[5]
- Onobrychis hohenackerana C.A.Mey.: Sie kommt in Armenien und Aserbaidschan vor.[7]
- Onobrychis humilis (Loefl.) G.Lopez: Sie kommt in Marokko, Spanien und Portugal vor.[6]
- Onobrychis hypargyrea Boiss.: Sie kommt in Griechenland, in der Türkei und im früheren Jugoslawien vor.[6]
- Onobrychis iberica Grossh.: Sie kommt im Kaukasusraum vor.[6]
- Onobrychis inermis Steven: Sie kommt im Kaukasusraum vor.[6]
- Onobrychis iranica Bornm.: Sie kommt im Iran vor.[5]
- Onobrychis iranshahrii Rech. f.: Sie kommt im Iran vor.[5]
- Onobrychis jailae Czernova: Dieser Endemit kommt nur auf der Krim vor.[7]
- Onobrychis kabylica (Bornm.) Širj.: Sie kommt in Marokko, Algerien und in Tunesien vor.[6]
- Onobrychis kachetica Boiss. & Buhse: Sie kommt nur in Georgien vor.[6][9]
- Onobrychis kemulariae Chinth.: Sie kommt nur in Georgien vor.[6]
- Onobrychis kermanensis (Širj. & Rech. f.) Rech. f.: Sie kommt im Iran vor.[5]
- Onobrychis kluchorica Chinth.: Sie kommt in Georgien und im asiatischen Russland vor.[5]
- Onobrychis komarovii Grossh.: Sie kommt in Georgien und in Aserbaidschan vor.[7]
- Onobrychis kotschyana Fenzl: Sie kommt in der Türkei, in Syrien, Israel, Jordanien, im Libanon, im Irak und im Iran vor.[5]
- Onobrychis lahidjanicus Parsa: Sie kommt im Iran vor.[5]
- Onobrychis laxiflora Baker: Sie kommt in etwa fünf Unterarten in Afghanistan, Pakistan, Indien, Usbekistan, Tadschikistan und Kirgisistan vor.[5]
- Onobrychis longipes Bunge: Sie kommt im Iran vor.[5]
- Onobrychis lunata Boiss.: Sie kommt im Iran vor.[5]
- Onobrychis luristanica Rech. f.: Sie kommt im Iran vor.[5]
- Onobrychis maassoumii Kaveh, Amirah. & Kaz.Osaloo: Sie wurde 2019 erstbeschrieben. Dieser Endemit gedeiht nur in den Alborz-Bergen im nordöstlichen Teheran im Iran.[10]
- Onobrychis macrorrhiza Rech. f.: Sie kommt nur in Afghanistan vor.[5]
- Onobrychis major (Boiss.) Hand.-Mazz.: Sie kommt in der Türkei und im Iran vor.[5]
- Onobrychis majorovii Grossh.: Sie kommt im asiatischen Russland vor.[5]
- Onobrychis mazanderanica Rech. f.: Sie kommt im Iran vor.[5]
- Onobrychis megalobotrys Aitch. & Hemsl.: Sie kommt nur in Turkmenistan vor.[5]
- Onobrychis megaloptera Kovalevsk.: Sie kommt nur in Kirgisistan vor.[5]
- Onobrychis megataphros Boiss.: Sie kommt in der östlichen Türkei, im nördlichen Syrien, im nördlichen Irak und im nordwestlichen Iran vor.[6]
- Onobrychis mehmetchiquii Aybeke & Dane: Sie wurde 2017 aus dem europäischen Teil der Türkei erstbeschrieben.
- Onobrychis melanotricha Boiss.: Sie kommt im Iran vor.[6]
- Onobrychis merxmuelleri Podlech & Rech. f.: Sie kommt nur in Afghanistan vor.[5]
- Onobrychis meschetica Grossh.: Sie kommt nur in Georgien vor.[9]
- Onobrychis meshhedensis (Širj. & Rech. f.) Ranjbar (Syn.: Onobrychis amoena subsp. meshhedensis Širj. & Rech. f.): Den Rang einer Art hat sie seit 2009.
- Onobrychis michauxii DC.: Sie kommt in Armenien, in Aserbaidschan und im Iran vor.[6]
- Onobrychis micrantha Schrenk: Sie kommt in Afghanistan, im Iran, in Pakistan und in Zentralasien vor.[6]
- Onobrychis microptera Baker: Sie kommt in Afghanistan und in Pakistan vor.[5]
- Berg-Esparsette (Onobrychis montana DC.): Sie kommt in Europa und in Vorderasien vor.[5]
- Onobrychis nemecii Širj.: Sie kommt nur in Armenien vor.[7]
- Onobrychis nikitinii Orazm.: Sie kommt in Turkmenistan vor.[5]
- Onobrychis novopokrovskii Vassilcz.: Sie kommt im europäischen und im asiatischen Russland vor.[5]
- Onobrychis nummularia Boiss.: Sie kommt im Iran, Afghanistan und Pakistan vor.[5]
- Onobrychis oxyodonta Boiss.: Sie kommt in Albanien, im früheren Jugoslawien, in Griechenland, in der Türkei und in Armenien vor.[6]
- Onobrychis oxyptera Boiss.: Sie kommt im Iran vor.[5]
- Onobrychis oxytropoides Bunge: Sie kommt im Kaukasusraum vor.[6]
- Onobrychis pallasii (Willd.) M.Bieb.: Dieser Endemit kommt nur auf der Krim vor.[6]
- Onobrychis pallida Boiss. & Kotschy
- Onobrychis paucidentata Pomel: Sie kommt nur in Algerien vor.[6]
- Onobrychis persica Širj. & Rech. f.: Dieser Endemit kommt nur im westlichen Iran vor.[6]
- Onobrychis petraea (Willd.) Fisch.: Sie kommt im Kaukasusraum vor.[6]
- Onobrychis pindicola Hausskn.: Sie kommt in Bulgarien, im früheren Jugoslawien und in Griechenland vor.[7]
- Onobrychis plantago Bornm.: Sie kommt im Iran vor.[5]
- Onobrychis poikilantha Rech.f.: Sie kommt nur in Afghanistan vor.[5]
- Onobrychis psoraleifolia Boiss.: Sie kommt im Iran vor.[5]
- Onobrychis ptolemaica (Delile) DC.: Sie kommt in Westasien und auf der Arabischen Halbinsel vor.[6]
- Onobrychis ptychophylla Širj. & Rech. f.: Sie kommt im Iran vor.[5]
- Onobrychis pulchella Schrenk: Sie kommt im nordöstlichen Iran, in Afghanistan, Zentralasien und in Xinjiang vor.[6]
- Onobrychis pyrenaica (Sennen) Širj.: Sie kommt in Spanien und in Frankreich vor.[7]
- Onobrychis radiata (Desf.) M.Bieb.: Sie kommt im europäischen Russland, in der Türkei und im Kaukasusraum vor.[6]
- Onobrychis rechingerorum Wendelbo: Sie kommt im Iran vor.[5]
- Onobrychis reuteri Leresche: Sie kommt nur in Spanien vor.[7]
- Onobrychis ruprechtii Grossh.: Sie kommt im Kaukasusraum vor.[6]
- Onobrychis samanganica Rech. f.: Sie kommt nur in Afghanistan vor.[5]
- Onobrychis saravschanica B.Fedtsch.: Sie kommt in Afghanistan und in Zentralasien vor.[5]
- Onobrychis sauzakensis Širj. & Rech. f.: Sie kommt in Afghanistan vor.[5]
- Onobrychis saxatilis (L.) Lam.: Sie kommt in Marokko, in Spanien, Frankreich und Italien vor.[6]
- Onobrychis schahuensis Bornm.: Sie kommt in der Türkei, in Syrien, im Irak und im Iran vor.[5]
- Onobrychis schuschajensis O.D.Agajeva: Sie kommt nur in Aserbaidschan vor.[7]
- Onobrychis scrobiculata Boiss.: Sie kommt in Iran vor.[5]
- Onobrychis sennenii Širj.: Sie kommt in Spanien und Frankreich vor.[7]
- Onobrychis shahpurensis Rech. f.: Sie kommt in der Türkei und im Iran vor.[5]
- Onobrychis sintenisii Bornm.: Sie kommt im Iran und in Turkmenistan vor.[6]
- Onobrychis sirdjanicus Parsa: Sie kommt im Iran vor.[5]
- Onobrychis sojakii Rech. f.: Sie kommt im Iran vor.[5]
- Onobrychis sphaciotica Greuter: Dieser Endemit kommt nur auf Kreta vor.[7]
- Onobrychis spinosissima Baker: Sie kommt nur in Afghanistan vor.[5]
- Onobrychis splendida Rech. f. & Podlech: Sie kommt in Afghanistan vor.[5]
- Onobrychis stenorhiza DC.: Dieser Endemit kommt nur im südöstlichen Spanien vor.[6][9]
- Onobrychis stewartii Baker: Sie kommt in Pakistan und Indien vor.[5]
- Onobrychis subacaulis Boiss.: Sie kommt in der östlichen Türkei, in Armenien, Aserbaidschan und im nordwestlichen Iran vor.[6]
- Onobrychis subnitens Bornm.: Sie kommt im Iran vor.[5]
- Onobrychis supina (Vill.) DC.: Sie kommt im östlichen Spanien, im südlichen Frankreich und im nordwestlichen Italien vor.[6]
- Onobrychis susiana Nabelek: Sie kommt im Iran vor.[5]
- Onobrychis szovitsii Boiss.: Sie kommt im Iran vor.[5]
- Onobrychis talagonica Rech. f.: Sie kommt im Iran vor.[5]
- Onobrychis tavernierifolia Boiss.: Sie kommt im Iran, Afghanistan, Pakistan und Usbekistan vor.[5]
- Onobrychis tesquicola Krytzka: Sie kommt nur in der Ukraine vor.[7]
- Onobrychis tournefortii (Willd.) Desv.: Sie kommt in der Türkei und im nordwestlichen Armenien vor.[6]
- Onobrychis transcaspica V.V.Nikitin: Sie kommt im Iran, in Afghanistan und in Turkmenistan vor.[5]
- Onobrychis transcaucasica Grossh.: Sie kommt auf der Krim, im Kaukasusraum und in der östlichen Türkei vor.[6]
- Onobrychis vaginalis C.A.Mey.: Sie kommt nur in Aserbaidschan vor.[6]
- Onobrychis vassilczenkoi Grossh.: Sie kommt im Kaukasusraum und in der östlichen Ukraine vor.[6]
- Saat-Esparsette oder Futter-Esparsette (Onobrychis viciifolia Scop., Syn.: Onobrychis sativa Lam., Onobrychis sativa Lam. subsp. sativa, Onobrychis viciifolia subsp. sativa Thell., Onobrychis vulgaris Gueldenst., Onobrychis vulgaris Hill): Ihr gesichertes ursprüngliches Verbreitung liegt in Ost- und Südosteuropa: Albanien, Belarus, Bulgarien, Kroatien, Tschechien, Serbien, Slowenien, zudem Frankreich inklusive Korsika sowie Deutschland; unsicher ist, ob sie auch in Österreich, Liechtenstein, Spanien und im europäischen Teil der Türkei schon ursprünglich vorkommt.[9]
- Onobrychis wettsteinii Nábelek: Dieser Endemit kommt nur im westlichen Jordanien vor.[5]